# Arnold Jan d'Ailly
Arnold Jan d'Ailly (Franeker, 22 juni 1902 – Amsterdam, 24 november 1967) was burgemeester van de gemeente Amsterdam van 1946 tot 1956.

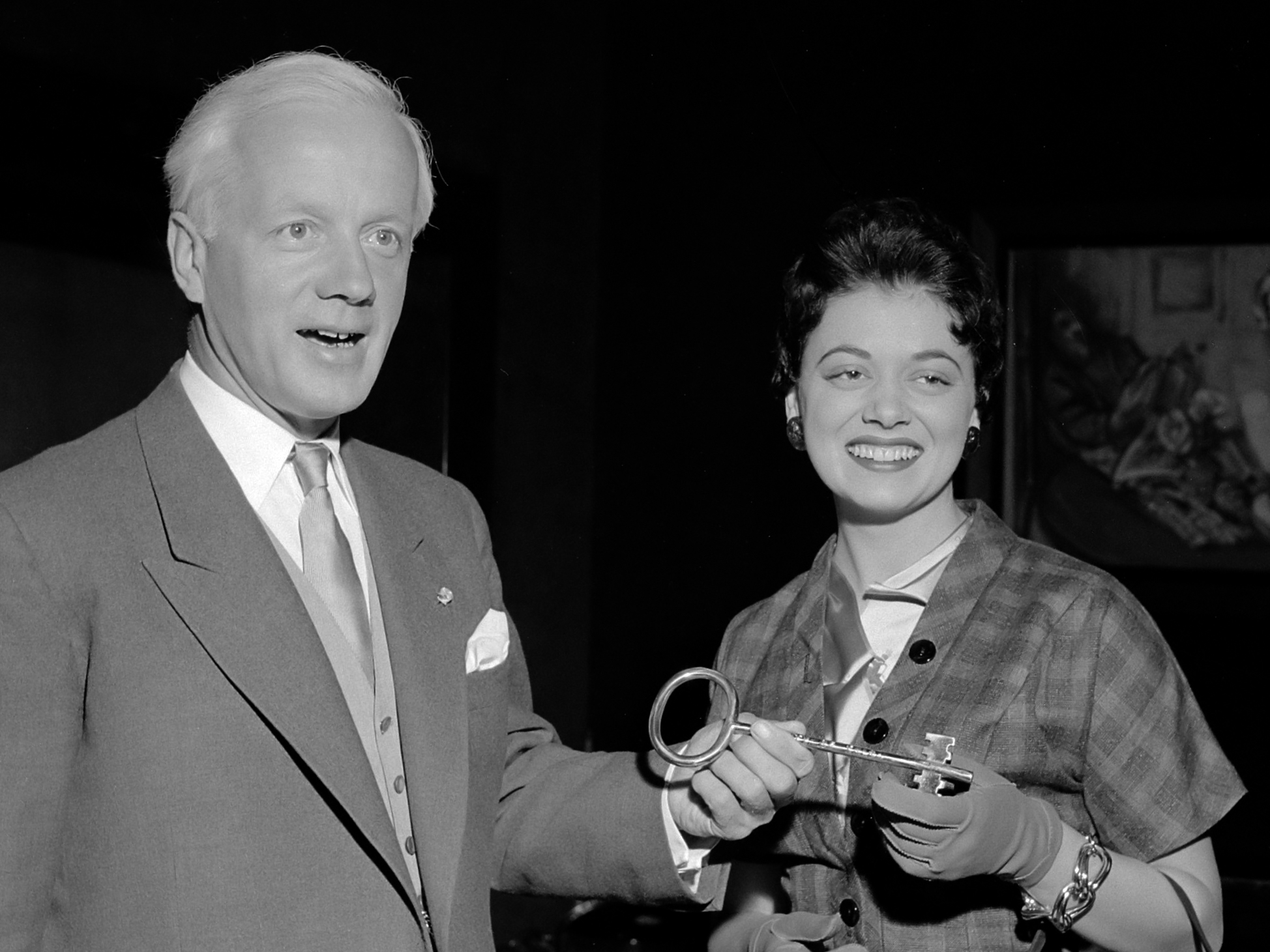
Burgemeester d'Ailly ontvangt Amerikaanse tulpenkoningin (1955)

D'Ailly stamde uit een geslacht van hugenoten. Zijn grootvader was apotheker in Amsterdam en zijn vader was huisarts. Hij groeide op in Doesburg in een remonstrants gezin, als middelste van drie kinderen. Na zijn eindexamen gymnasium ging hij in 1921 rechten studeren aan de Gemeente Universiteit van Amsterdam. In 1926 haalde hij zijn doctoraal. Hij verloofde zich met Anna Fritz, de dochter van een makelaar in koffie en thee, en werd in 1929 secretaris van de Vereeniging voor den Effectenhandel. Begin 1940 werd hij lid van de Raad van Beheer van deze vereniging, om enkele maanden later bankier te worden bij de Kas-Vereeniging NV. Na het uitbreken van de Tweede Wereldoorlog stelde hij zich lange tijd zeer voorzichtig tegenover de bezetter op. Toen Gijs van Hall een beroep op hem deed om te helpen bij het financieren van het verzet, weigerde d'Ailly dit. Pas eind 1944 speelde hij een rol in het financieren van het verzet. Door het verkopen van valse promessen wist hij toen enige tientallen miljoenen bijeen te brengen waarmee het Nationaal Steun Fonds de Spoorwegstaking financierde.
Na de oorlog werd D'Ailly gevraagd als minister van Financiën in het kabinet-Schermerhorn-Drees. De functie ging echter naar Piet Lieftinck; d'Ailly werd directielid van De Nederlandsche Bank. In 1946 volgde hij de verzetsman en tijdelijk burgemeester Feike de Boer op als burgemeester van de gemeente Amsterdam. Zijn ambtsperiode viel samen met de Koude Oorlog. De in de gemeente Amsterdam erg populaire CPN had na de oorlog twee wethouders, Leen Seegers en Ben Polak, die in 1948, na de inval van de Sovjet-Unie in Tsjecho-Slowakije, door de gemeenteraad werden ontslagen. Dat leidde tot een vechtpartij in de raad. Korte tijd later beleefde d'Ailly zijn hoogtepunt: de inhuldiging van koningin Juliana. D'Ailly had nauwe banden met het koningshuis, in het bijzonder met koningin Wilhelmina.
De bijnaam van D'Ailly was de vliegende burgemeester. Men vond het vreemd dat hij over de hele wereld reisde. Jo Spier tekende de koffer van burgemeester d'Ailleurs ('burgemeester van elders'), met daarop etiketten van allerlei wereldsteden. Tijdens zijn ambtsperiode zou hij 200 duizend kilometer hebben gevlogen.
Vanaf 1952 was D'Ailly naast zijn burgemeesterschap tevens voorzitter van de Vereniging van Nederlandse Gemeenten (VNG). Zijn tweede ambtstermijn zou op 1 oktober 1958 eindigen, maar in 1956 raakte hij in opspraak wegens een buitenechtelijke relatie met de kunstenares Gisèle van Waterschoot van der Gracht. D'Ailly verzocht op 4 september 1956 om ontslag, dat hem bij koninklijk besluit op 18 december werd verleend, met ingang van 1 januari 1957. Als burgemeester werd hij opgevolgd door Gijs van Hall. Hij keerde terug naar de bankwereld, als directeur van de Nationale Handelsbank, maar trad al op 29 februari 1960 af.
D'Ailly trouwde op 27 juli 1959 in Engeland met Van Waterschoot van der Gracht. Enkele weken eerder was hij gescheiden. Hij overleed op 65-jarige leeftijd in het Prinsengrachtziekenhuis en werd begraven naast het kerkje Stompe Toren aan de Kerkweg in Spaarnwoude.

## Onderscheidingen
- Grootofficier in de Orde van Oranje-Nassau.[12]
- Commandeur in het Legioen van Eer[13]

## Trivia
- D'Ailly werd in 1946 lid van de Partij van de Arbeid, maar bedankte een jaar na zijn benoeming tot burgemeester.[6]
- Hij was tegen doorbraken in de stad, maar was wel voorstander van fietspassages.[1]